# Зоряний корсар
«Зоряний корсар» (відомий також під назвою «Кільця змія») — науково-фантастичний та філософський роман українського радянського письменника Олеся Бердника. За оцінками багатьох літературних критиків, цей роман вважається вершиною творчості письменника. Уривок з роману, під назвою «Міжзоряна нянька» уперше опублікований у 1961 році в київській російськомовній газеті «Комсомольское знамя». Уривок з майбутнього роману під назвою «Страшний суд» опублікований у 1965 році в журналі «Людина і світ». У 1968 році у журналі «Ранок» опублікована новела «Бунт космократорів», яку письменник планував включити до фантастичного роману-феєрії «Суддя і любов», проте цей роман не був виданий, і оповідання увійшло до складу роману «Зоряний корсар». В 1971 році в газеті «Молода гвардія» були опубліковані уривки з повісті «УР», де розвивались сюжетні лінії «Міжзоряної няньки», і які у незмінному вигляді увійшли до роману «Зоряний корсар», що вперше був виданий повністю в цьому ж році у видавництві «Радянський письменник». Проте значна частина тиражу книги радянською цензурою була вилучена з бібліотек і книжкових магазинів. Однак книга відразу ж стала культовою у середовищі української інтелігенції, та неодноразово перевидавалась, переважно у виданнях діаспори, також і іноземними мовами, у 1991 році здійснено перший переклад роману російською мовою. В УРСР роман перевиданий уже в 1989 році, пізніше неодноразово перевидавався вже у незалежній Україні, в тому числі у 1995 році разом із його продовженням — романом «Камертон Дажбога».

## Ідея роману
Основною ідеєю роману є проблеми розвитку духовності людини, подальший розвиток людського суспільства, духовне та фізичне вдосконалення людини, яке пов'язане не лише із виходом людини у міжпланетний та міжгалактичний простір, а й вихід людини за межі свого простору існування, за межі тривимірного простору, в багатомірність. У романі також гостро стоїть ідея неповторності людської душі, вільного вибору долі, вільного вибору способу життя, достойного людини, постійного творчого розвитку як суспільства, так і кожної людини, заперечення застою в розвитку суспільства, обмеження його подальшого розвитку та надмірного його унормування та адміністрування. Саме за опис у романі подібної деспотії, з подібним до соціалістичного суспільним устроєм, з суспільним устроєм на планеті Ара, що могло спричинити аналогії з тогочасним радянським державним устроєм, роман і був заборонений у Радянському Союзі. За цей роман Олеся Бердника, у тому числі і його колеги-письменники, звинувачували в націоналізмі, пропаганді містики та ідеалізму, а пізніше й виключили зі Спілки письменників СРСР. Однією із можливих причин звинувачення письменника в націоналізмі міг стати і опис того, як космонавти в 2082 році перед польотом у космос піднімаються на Говерлу, вершина якої оформлена згідно традицій народного мистецтва України, що йшло врозріз із ідеологічними настановами тодішньої радянської верхівки, згідно яких усі національності після побудови комунізму в СРСР мали зникнути, а на їх місці мав виникнути спільний «радянський народ».
Згідно висловлювань самого Олеся Бердника, в образі Зоряного корсара—Горіора зашифрований образ Ісуса Христа, як повстанця проти світу зла та провідника до світу радості й любові.

## Сюжет роману
Перша частина. Роман розпочинається із опису життя молодого українського вченого Сергія Горениці, який працює над проблемою часу, а саме над вивченням його потоку, а також можливістю змінити звичний для людства односторонній плин часу. Під час роздумів над цими проблемами ученому вперше з'явився образ козака-характерника Вогневика, який володіє незвичним предметом — так званою Чорною Грамотою, із якою він може говорити, і за допомогою якої здатен передбачати майбутні події. Учений припускає, що мова йде про якийсь пристрій, який виготовили представники високорозвиненої іншопланетної цивілізації, і що за його допомогою можна змінювати потік часу.
За допомогою свого товариша, який трохи розуміється на гіпнозі, молодий учений вирішує здійснити гіпнотичну подорож у минуле, щоб увійти в образ цього козака, та дізнатися більше про Чорну Грамоту. Експеримент вдається, і Горениця входить у свідомість Вогневика. Із його розповідей козакам він дізнається, що цей предмет дістався йому від полоненого козаками турка, який дістав її в Єгипті, ймовірно з могили Александра Македонського. Проте відразу після початку оповіді козака-характерника козакам довелось прийняти бій із татарським загоном, у якому він та його супутники гинуть. Загін козаків, який невдовзі навздогнав татар, знищив нападників, та знайшов Чорну Грамоту, проте отаман загону вирішує поховати цей таємничий предмет у могилі Вогневика. Із розмов козаків Горениці вдалось встановити, що Вогневик похований біля Дівич-Гори, проте гір з такою назвою в Україні є багато. Учений разом із знайомими археологами робить спробу провести розкопки біля однієї з гір із такою назвою, проте спроба виявляється невдалою.
Переживши загибель нареченої, захист докторської дисертації на тему «Проблеми багатомірності», з другої спроби Горениці вдається знайти Чорну Грамоту. Учений починає розмову із загадковим об'єктом, якого називає Чорним Папірусом, розпитує про можливість перемогти час, на що отримує відповідь, що треба змінити спосіб пізнання світу, відкрити еру любові та взаєморозуміння, що механічні машини, які творить людство, не зможуть дійти до найвищого рівня пізнання світу, хоча й у них пізніше також сформується розуміння такого пізнання світу. Як приклад цього, Чорний Папірус показує Сергію Горениці історію з майбутнього Землі. У 2082 році із Землі відбуває космічний корабель «Любов», екіпаж якого складають сім подружніх пар, серед яких є українці Богдан і Леся Полум'яні, відбуває до зірки Епсилон Ерідана із метою закласти там колонію землян. Корабель обладнаний найновітнішою технікою, в тому числі пристроєм для відновлення психічного та генетичного коду членів екіпажу у випадку їх загибелі. У плани експедиції вносяться зміни у зв'язку із виявленням радіосигналів розумних істот з іншої зірки, розташованої приблизно на півдорозі між Сонцем і Епсилоном Ерідана. 
Паралельно виявляється, що Леся Полум'яна вагітна. Рада Землі вирішує внести зміни до програми експедиції, щоб космонавти відвідали планетну систему, звідки йдуть сигнали, але склад експедиції вирішено залишити без змін. Корабель стартує, Леся під час польоту народжує двох синів, проте корабель по дорозі потрапляє в потужний потік радіації, внаслідок чого екіпаж корабля гине. Живими залишаються лише новонароджені діти, які знаходились у спеціальному добре ізольованому від випромінювань відсіку. Вихованням та доглядом за ними розпочинає займатися корабельний автомат УР (Універсальний робот), для чого він навіть формує для себе людське тіло. Робот успішно засвоює необхідні навички виховання, та вирішує паралельно привести корабель до планети, з якої йдуть сигнали. Тим часом новонароджені діти виростають і дорослішають, і корабель успішно прибуває до планети. Її поверхня виявляється вкритою густими лісами, також планета має великий океан. Під час попереднього огляду з повітря робот помічає вежі з антенами для передачі радіосигналів. Проте під час дослідження планети робот попередньо не помічає тварин, а лише рослин, які проте можуть швидко пересуватися, та нападати на живі об'єкти. Для безпеки хлопців УР вирішує кілька років пробути на планеті, та закінчити їх виховання в кораблі, тимчасово не випускаючи їх на поверхню планети. 
Пізніше, після того, як більша частина циклу навчання дітей закінчилась, робот розповів дітям про їх батьків, та вирішив разом із ними вийти на поверхню планети. Разом із УРом хлопці розпочинають дослідження загадкових антен, але так і не виявляють ознак розумного життя. Невдовзі на близнюків нападають невідомі повітряні хижаки, схожі на літаючі дерева, які викрадають хлопців. УР летить за ними, і йому вдається догнати напасників, на яких самих напали невідомі мініатюрні квіти, і вони відпускають хлопців. Проте хлопці уражені невідомою отрутою, яку не може розпізнати навіть мозок космічного корабля. Втім до корабля прибули представники квітів цієї планети, які дали знати, що принесли протиотруту із собою. Протиотрута допомагає хлопцям, і вони разом із роботом вступають у контакт із розумними рослинами, які розповідають, що їх цивілізація виникла після космічної катастрофи, в якій загинуло більшість живого в їх планетній системі, і лише частині рослин вдалося під час неї врятуватися. Розумні рослини розповідають представникам Землі про те, що вони оволоділи принципом багатомірності Всесвіту, та володіють технологією подорожей у гіперпросторі майже без затрат енергії.
Паралельно УРові вдається розшифрувати сигнали, які йшли з планети. Із аналізу вдається встановити, що вони надходили від представників іншої зоряної системи, від планети, де розвиток цивілізації виявився настільки високим, що більшість її представників відмовились від розвитку цивілізації, оскільки рівень розвитку техніки забезпечував людей усім необхідним при відсутності необхідності людської праці, що поступово привело до деградації суспільства на планеті. УР та хлопці відлітають до цієї планети, і при підльоті до неї виявляють, що зовнішні супутники планети покинуті, випромінювання радіохвиль дуже слабке, хоча на поверхні планети спостерігається велика кількість людей. Висадивши десант на поверхню планети, представники Землі помічають, що люди на цій планеті зайняті лише задоволенням своїх природних потреб, які надають їм автомати, вони вже втратили навички мови, та навіть не помічають іншопланетян. Лише після тривалих пошуків УР з хлопцями знаходять останню з людей, із якою можна спілкуватися — Дівчиною на ім'я Ісварі. Вона повідомляє, що вона остання із людей планети, які не піддались спокусі повного матеріального забезпечення ціною деградації особи. Дівчина повідомила, що вона одна наглядає за центральним синтезатором, який забезпечує всім необхідним жителів планети, та попросила землян забрати її з собою. Земляни зв'язуються зі своєю планетою, де повідомляють про перебіг експедиції та просять дозволу для Ісварі полетіти на Землю. Дозвіл для дівчини отримано, і вона разом із усіма членами експедиції відлітає на Землю. 
Паралельно Ісварі закохується в УРа. УР також закохується в Ісварі, але він розуміє, що не може повністю відповісти на почуття дівчини, що його дуже гнітить. За порадою хлопців та за допомогою електронного мозку корабля він створює собі людське тіло із клітин батьків хлопців. Після прибуття на Землю екіпаж корабля відновлюють, і Богдан та Леся Полум'яні дізнаються, що в них не двоє, а фактично троє синів. УРр знаходить своє кохання з Ісварі, і вони вирішують полетіти разом у космос, повернутись на планету квітів, а також спробувати розбудити розумних істот на рідній планеті Ісварі. Після почутого Сергій Горениця розуміє, який має бути подальший розвиток людського суспільства, та пересвідчується, що Чорний Папірус є моделлю безмірності, в якій можна знайти відповіді на будь-які питання філософії та розгадку таємниці душі самого дослідника.
Друга частина. Ця частина роману розпочинається із опису життя молодого криміналіста Григора Бови, який мріє стати новим Шерлоком Холмсом, для чого вивчає велику кількість різних наук — кібернетику, генетику, історію релігій, різні езотеричні вчення, та навіть мови санскрит та есперанто. Його начальник дає Григору незвичайне завдання — знайти зниклого безвісти три роки тому на полюванні директора горілчаного заводу Курінного. Також відомо, що після зникнення на заводі виявлена велика розтрата. Дружина директора після пережитого померла і з сім'ї залишилась лише дочка Галина, яка працює медсестрою в київській лікарні. Бова має познайомитись із нею, та дізнатися, чи вона не підтримує з батьком контакти. Григорій знайомиться із дівчиною, яка розповідає йому, що вже три роки не бачила батька, і поступово між ними виникає кохання.
Паралельно Григорій уві сні переноситься на іншу планету, яка зветься Ара, розвиток якої значно перевищував розвиток Землі. Розумні істоти Ари є безмертними, планета має практично необмежені енергетичні ресурси та повне забезпечення всім необхідним для її розумних істот. Планетою керує Координаційний центр, який очолює головний координатор на ім'я Аріман, до складу якого входять також вчені, космонавти, та космократори — створювачі нових світів. Проте реальне безсмертя для багатьох жителів планети призвело до байдужості до життя, деградації мислення людей, збільшення кількості правопорушень, особливо серед дітей, а також зростання кількості спроб самогубства (оскільки до кінця його здійснити нікому не вдається, адже спеціальні автомати відразу ж повертають самогубців до життя). Сам Григорій Бова втілився в образ Меркурія — космослідчого, наближеного до Арімана, який отримує від нього завдання розслідувати найважчі випадки правопорушень. Одного разу Меркурій зустрічається із групою дітей, які вчинили правопорушення, і ті відкрито заявляють йому, що система суспільних відносин Ари — це завуальоване рабство.
Далі Григорій Бова в образі Меркурія переноситься на засідання Всепланетного конгресу, на який також прибули з далекої експедиції семеро космократорів багатомірності, серед яких його кохана Громовиця. Перед відбуттям у експедицію вона неодноразово критикувала Меркурія за повну відданість Аріману. На конгресі сам Аріман висловив занепокоєння зростанням байдужості до життя та зниженням психопотенції цілої цивілізації. Вихід із становища вчені планети переважно вбачали у знищенні самої планети, і створенні на її основі іншого світу, або поверненні до первісного суспільства. Сам Аріман запропонував створити новий світ у тривімірному просторі, у який передати частину енергії планети, а розвиток цього світу, вже із вивільненням власної енергії, протиріччями, війнами, тримати під контролем суспільства Ари. Проте космократори, зокрема керівник їх групи Горикорінь, а також Громовиця, не погодились із такими висновками, а сам проект Арімана назвали злочинним. Самі ж вони запропонували інший вихід із ситуації — вихід окремих індивідуумів за межі тіла та перехід їх у багатомірність. Але цей проект відкинув сам Аріман, оскільки вважав, що це призведе до втрати індивідуальності окремим особами. Групу космократорів за непокору його рішенню Аріман вирішує ув'язнити, та розпочати втілення власного проекту. Після цього сну Григорій зустрічається з Галею, яка сама розказує йому про долю свого батька, на що Григорій відповідає, що він хоче розслідувати цю справу. Також Бова переповідає свій сон Галі, на що та приходить до висновку, що цей сон якось пов'язаний з їх долею.
Пізніше, після зустрічі з Галею, Григорій знову уві сні переноситься на планету Ара. Там після створення нового світу психопотенціал планети значно збільшився за рахунок підкачування з нового світу. Одночасно надійшло повідомлення про зникнення з ув'язнення групи Космократорів. Меркурію Аріман дає завдання знайти втікачів. На його думку, втеча космократорів пов'язана із Зоряним Корсаром — таємничою постаттю минулого, ім'я якого згадувати на планеті заборонено. Меркурій іде до магнітотеки, і розпочинає знайомство із даними про Зоряного Корсара. Виявилось, що Зоряний Корсар (справжнє ім'я якого Горіор) — колишній найкращий друг, але в багатьох питаннях і противник, колишнього правителя планети Кареоса. На думку Кареоса, в першу чергу розвиток планети мусить іти шляхом задоволення всіх потреб людини, а пізніше вже повинна йти стимуляція людства до подальшого розвитку. На думку Горіора, людству необхідний постійний розвиток, тому що забезпечення всіх потреб може призвести до інволюції суспільства. Кареосу вдалось обдурити Горіора, захопити владу на планеті, а пізніше ув'язнити Горіора до психіатричної лікарні, оголосивши людям про його загибель. Проте там він познайомився із іншим ув'язненим до цього закладу на ім'я Аерас, який повідомив йому, що він досяг нового рівня свідомості — так званої космічної свідомості, що дозволяє йому виходити зі свого тіла, проходити через стіни, левітувати.
Разом із Аерасом та ще кількома новими знайомим Горіору вдається на космічному кораблі утекти з планети на астероїд, названий втікачами Астероїдом Свободи. На ньому вони створили невелику колонію людей, та почали займатися самовдосконаленням, аж до перебудови власного організму. На Арі також ішли переміни, там суспільству вдалося досягти повного матеріального забезпечення, а Кареос набував ознак повноправного диктатора планети. Зоряний Корсар поступово став перехоплювати кораблі з планети, і йому вдалося переконати багатьох людей переселитися на Астероїд Свободи, та займатися вдосконаленням свого тіла та своєї свідомості. Кареос неодноразово хотів знищити астероїд, а в останню експедицію він відправляє і свою наречену Гледіс, яка має вбити Корсара ціною свого життя. Проте йому та іншим жителям астероїда вдається переконати Гледіс у своїй правоті. Вона вирішує повернутися на планету, щоб зупинити Кареоса, проте він заарештовує її, та хоче стратити. Зоряний Корсар рятує Гледіс, і пізніше вони разом із іншими жителями астероїда переходять у інший вимір, в якому вони стають недоступними для Кареоса, який невдовзі помирає.
Після перегляду матеріалів Меркурій відбуває до попереднього місця ув'язнення космократорів, та за допомогою знання особистого психокоду Громовиці йому вдається встановити, що допомогли втекти із ув'язнення космократорам Горіор і Гледіс. Вони запропонували їм перейти у тривимірний світ для прискорення розвитку новоутвореної планети, наповнення її духом революції та постійних змін, стати жителями цієї планети із забуттям про свою рідну планету, а для збереження можливості повернення пам'яті про свій світ Корсар передав їм універсальний інформатор, який не може бути ушкодженим у тривимірному світі. Під цим світом у романі описана саме Земля. Меркурій повідомляє Арімана про наміри космократорів, і той наказує йому знищити цілу групу. Проте Меркурій наздоганяє корабель вже на планеті, та вирішує залишитись на Землі, перетворюючись у первісну людину. Після посадки на планету йому завдають важкої травми, і його свідомість затьмарюється, на чому й закінчується сновидіння Григорія Бови.
За деякий час Григорія Бову викликають на роботу, та повідомляють, що батько Галі знайшовся, а Григорію дадуть нову справу. Проте за короткий час Григорія Повідомляють, що Галю разом із батьком знаходять убитими в Києві. Григорій дізнається, що він невинний у розтраті, а із собою мав келих із невідомого матеріалу, який щез. Усім знайомим на питання, де він був три роки, батько Галі відповідав, що він був на тому світі, що призвело до направлення його до психіатричної лікарні. Проте при опізнанні трупів Григорій зауважує, що вбита не Галя. Для встановлення істини про вбивство Бова їде до психлікарні. де головний лікар передає йому записи, які робив Курінний під час перебування на лікуванні. Із них слідчий дізнається, що той дійсно під час полювання перейшов у паралельний світ, де зустрічався із своїми далекими і близькими предками, в тому числі аж із козацької доби. Почувши, що він став директором горілчаного заводу, предки різко засудили його, сказавши, що він втратив козацький дух, а продукцією цього заводу можна споїти цілий край. Пізніше всі перейшли до столу, де із рук в руки передавався особливий келих, у якому постійно була налита невідома рідина. Коли ж він захотів випити з келиха, то побачив, що він порожній, на що його батько сказав, що той недостойний випити вина невмирущості. Гуртовий сховав келих, на що його батько сказав, що він має передавати келих по своєму роду спадкоємцям. Після того батько Галі повернувся в ліс, та повернувся у свій світ, пізніше дізнавшись, що його не було три роки, а келих, який він прихопив із собою, зроблений із надміцного невідомого матеріалу.
Пізніше з книги читачі дізнаються, що Аріман направив на Землю нового космічного слідчого Ягу, який вистежив Громовицю у тілі Галі Курінної, вбив її батька, а саму Галю-Громовицю відправив у ХІХ століття в монастир, де вже знаходилась ще одна представниця групи космократорів — Юліана, відома тут під іменем Марія. До виявлених космократорів належить також Сергій Горениця, який очолює Інститут проблем буття, який на планеті Ара був керівником групи космократорів — Горикоренем. Ягу знайшов також і Меркурія, який на Землі є слідчим Григорієм Бовою. Сам Аріман особисто вирішує прибути на Землю для остаточної розправи з непокірними космократорами. До Сергія Горениці прибуває в гості невідомий з індійським прізвищем Сінгх, та вдягнутий як індієць, проте зовнішньо на індійця не схожий. У цій подобі заховався сам Аріман.
Тим часом Григорій Бова розпочинає пошуки Галі, і випадково натрапляє в старовинних монастирських рукописах згадку про монахиню Василину, яка називала себе Галею Курінною, та яку місцеві монашки вважали біснуватою. За порадою свого керівника, для подальших розшуків Галі, Григір звертається до Сергія Горениці. Той погоджується допомогти розшукати Галю, адже він якраз розпочав експерименти із подорожей у часі. Експеримент із перенесення в часі завершується для Григора успішно, він знаходить Галю та Юліану, проте до місця їх зустрічі прибуває сам Аріман, який повідомив, що убив Горикореня, та має намір залишити Вогневицю та Юліану в минулому Землі. Як плату за повернення на Ару Аріман пропонує Вогневиці віддати древній келих йому для досліджень. Проте невдовзі в цьому місці з'являється Зоряний Корсар-Горіор, віддає чашу Громовиці, а після того, як вона випила з чаші вина невмирущості, Горіор оголосив, що потоки часу об'єдналися, і що тепер нічого не заважає об'єднанню людей Землі та мислячих істот ноосфери. Після того Аріман зникає, а Зоряний Корсар повідомляє, що лідер космократорів Горикорінь живий, хоч і поранений, а решті групи треба збиратись разом та продовжувати боротьбу за духовний та фізичний розвиток людства.

## Критика
Початково, особливо у московських літературних журналах та в статтях московських літературних критиків, роман жорстко розкритикований, письменника звинувачували в «космічному націоналізмі», «хохломанії в космосі», звинуватили в антирадянських поглядах. Проте роман після того неодноразово перевидавався за кордоном із схвальними рецензіями. Сучасні критики по-новому переосмислюють філософію роману. Так, у передмові до видання роману 2007 року доктор філософських наук Володимир Васильович Ільїн говорить, що в романі світ сповнений вічної боротьби добра і зла, світла і пітьми, важливим у житті людини письменник вважає постійне духовне вдосконалення людини, стверджує унікальність кожної людини, яка має вивільнити свою душу та думки для вільного розвитку та поступу. Важливим для письменника є збереження традиційних цінностей народу, його культури, духу, а також віра у вічне існування українського роду. На думку сучасного канадського вченого українського походження Володимира Красноголовця, ідеї роману актуальні й тепер, адже часто сучасні демократичні суспільні системи на Землі вимагають від простих людей підкоренню наявному статусу особистості, та невихід за межі свободи, які встановлені суспільною верхівкою.

## Переклади
Роман «Зоряний корсар» перекладений 26 мовами, зокрема, французькою мовою він уперше опублікований у 1985 році під назвою «La Confrérie Étoilée»., а російською мовою уперше опублікований у 1991 році під назвою «Звёздный Корсар».

### Трилогія «Суддя і любов»
- Бердник О. Межзвездная нянька. Н.-ф. рассказ // Комсомольськое знамя. — 1961. — 20 сентября.(рос.)
- Бердник О. Межзвездная нянька. Н.-ф. рассказ // Комсомольськое знамя. — 1961. — 21 сентября.(рос.)
- Бердник О. Межзвездная нянька. Н.-ф. рассказ // Комсомольськое знамя. — 1961. — 23 сентября.(рос.)
- Бердник О. Межзвездная нянька. Н.-ф. рассказ // Комсомольськое знамя. — 1961. — 24 сентября.(рос.)
- Бердник О. Межзвездная нянька. Н.-ф. рассказ // Комсомольськое знамя. — 1961. — 26 сентября.(рос.)
- Бердник О. Міжзоряна нянька // Бердник О. Марсіанські «зайці». — К.: Дитвидав, 1962. — С. 3-27. [Архівовано 6 грудня 2018 у Wayback Machine.]
- Бердник О. Межзвездная нянька (рассказ, перевод Ст. Борина, иллюстрации Й. Юцевича) // Бердник О. Межзвездная нянька. Авторский сборник. — Екатеринбург: Издательский дом «Тардис», 2014. — С. 107—128.(рос.)
- Бердник О. Страшний суд. Фант. повість / Іл.: В. Крижанівський, А. Місицький // Людина і світ. — 1965. — № 2. — С. 49-55. [Архівовано 6 грудня 2018 у Wayback Machine.][53]
- Бердник О. Страшний суд. Фант. повість / Іл.: В. Крижанівський, А. Місицький // Людина і світ. — 1965. — № 3. — С. 43-50. [Архівовано 6 грудня 2018 у Wayback Machine.]
- Бердник О. Бунт Космократорів. Новела з феєрії «Суддя і любов» / Іл.: М. Дахно // Ранок. — 1968. — № 5. — С. 17-20. [Архівовано 6 грудня 2018 у Wayback Machine.]

### Видання «Зоряного корсара» українською мовою
- Бердник О. УР: Уривки з фантастичної повісті // Молода гвардія. — 1971. — 18 квітня.
- Бердник О. УР: Уривки з фантастичної повісті // Молода гвардія. — 1971. — 20 квітня.
- Бердник О. УР: Уривки з фантастичної повісті // Молода гвардія. — 1971. — 21 квітня.
- Бердник О. УР: Уривки з фантастичної повісті // Молода гвардія. — 1971. — 24 квітня.
- Бердник О. УР: Уривки з фантастичної повісті // Молода гвардія. — 1971. — 25 квітня.
- Бердник О. УР: Уривки з фантастичної повісті // Молода гвардія. — 1971. — 27 квітня.
- Бердник О. УР: Уривки з фантастичної повісті // Молода гвардія. — 1971. — 28 квітня.
- Бердник О. Зоряний корсар. — К.: Радянський письменник, 1971. — 376 с.
- Бердник О. Зоряний корсар. — Торонто: Видавництво «Добра книжка», 1981. — 264 с. — (Серія «Добра книжка», ч. 216).
- Бердник О. Зоряний корсар // Бердник О. Вогняний вершник. — К.: Молодь, 1989. — С. 55-366.
- Бердник О. Кільця змія (Ч. 1) // Бердник О. Камертон Дажбога. — К.: Український письменник, 1996. — С. 4-280.
- Бердник О. Зоряний корсар // Бердник О. Зоряний корсар. — К.: Тріада-А — «Афон» ВД, 2004. — С. 9-368.
- Бердник О. Зоряний корсар // Бердник О. Вибрані твори. — К.: Книга, 2007. — С. 15-329.
- Бердник О. Зоряний корсар // Бердник О. Зоряний корсар. Шляхи титанів. — Х.: Видавничий дім «Інвестор», 2009. — С. 7-362.
- Бердник О. Зоряний Корсар. – Львів: Видавництво "Terra Incognita", 2019. – 376 с.

### Іншими мовами
- Berdnik О. Le Papyrus noir, La révolte des cosmocrates [уривки] // Berdnik О. La Confrérie Étoilée. — P.I.U.F. Paris — Fides Montréal , 1985. [Архівовано 16 листопада 2018 у Wayback Machine.] — P. 39-68.(фр.)
- Бердник О. Звездный корсар. — М.: Советский писатель, 1991. — 382 с. — ISBN 5-265-02022-5(рос.)
- Бердник О. Звездный корсар. — К.: Издательский дом «Афон», 2005. — 352 с. — ISBN 966-8731-04-2(рос.)
- Бердник О. О жизни, о смерти, о любви… [уривки] // Фаndanго 6. — Симферополь: ТО «КаФКа» (Клуб Фантастов Крыма), 2009. — с.137-141.(рос.)

## Вплив роману на особисте життя письменника
Дочка Олеся Бердника Громовиця названа по імені однієї із героїнь роману «Зоряний корсар», натомість син Олеся Бердника Радан названий по імені одного із героїв іншого роману Бердника «Вогнесміх».